# O helge Ande, dig vi ber
O helge Ande, dig vi ber är en pingstpsalm i fyra verser, vars första vers i 1819 års psalmbok anges vara från medeltiden, medan övriga verser tillskrivs Martin Luther från 1524.  Psalmen översattes troligen av Olaus Petri 1536 och bearbetades av Johan Olof Wallin 1814 och 1816. Efter en bearbetning av Anders Frostenson 1983 ändrades den gamla titelraden Dig, Helge Ande, bedja vi till dagens och Wallins insatser nämns inte i 1986 års psalmbok, ej heller att första versen kan ha annat ursprung än Luther.
Psalmens verser inleds 1695 med orden:
1. Nu bedie wij then Helga And. Om een sann tro och rätt förstånd.
2. O ädla lius gif oss titt skeen! Lär oss JEsum Christum känna allen
3. O kärleks eld upptänd wår sinn! Gif oss allom thet i hiertat in
4. O högsta tröst i alla nödh! Hielp at wij eij fruchte skam eller dödh
Melodin är en medeltida leismelodi, nedtecknad i Erfurt 1524. I 1921 års koralbok med 1819 års psalmer anges att källan för melodin både 1695 och 1819 är Geystlische Gesangbuch från 1524.

## Publicerad i
- Swenske Songer eller wisor 1536 med titeln Nuu bidie wij then helga and.[3]
- 1572 års psalmbok med titeln NU bidie wij then helghe And under rubriken "Om then helgha Anda".[4]
- Göteborgspsalmboken under rubriken "Om then helge Anda".[5]
- 1695 års psalmbok, som nr 182 med titelraden "Nu bedie wij then Helga And", under rubriken "Pingesdaga Högtijd - Om then Helga Anda".
- 1819 års psalmbok, som nr 135 med titelraden "Dig, Helge Ande, bedja vi", under rubriken "Den Helige Andes nåd (pingstpsalmer)".
- 1937 års psalmbok, som nr 135 med samma titelrad, under rubriken "Pingst".
- Den svenska psalmboken 1986, som nr 362 under rubriken "Anden, vår Hjälpare och tröst".
- Finlandssvenska psalmboken 1986 som nr 109 med titelraden "Dig, Helge Ande, nu vi ber", under rubriken "Pingst".
- Psalmer och Sånger 1987 som nr 403 under rubriken "Fader, Son och Ande - Anden, vår hjälpare och tröst".[2]